# Тиллинг, Камилла
Камилла Тиллинг (швед. Camilla Tilling; род. 1971, Линчёпинг) — шведская оперная певица (сопрано).

## Биография
Училась в Высшей школе театра и музыки в Гётеборге и в Королевском колледже музыки в Лондоне (закончила в 1998). Дебютировала на оперной сцене в Сказках Гофмана Оффенбаха в 1997.

## Оперные роли
- Орландо Генделя (Доринда)
- Геркулес Генделя (Иола)
- Идоменей Моцарта (Илия)
- Дон Жуан Моцарта (Церлина)
- Волшебная флейта Моцарта (Памина)
- Путешествие в Реймс, или Гостиница «Золотая лилия» Россини (Коринна)
- Севильский цирюльник Россини (Розина)
- Фальстаф Верди (Нанетта)
- Гензель и Гретель Хумпердинка (Гретель)
- Кавалер розы Рихарда Штрауса (Софи)
- Святой Франциск Ассизский Мессиана (Ангел)

## Другие партии
- Мессия Генделя
- Страсти по Матфею Баха
- Сотворение мира Гайдна
- Времена года Гайдна
- Большая месса до минор Моцарта
- Илия Мендельсона
- Немецкий реквием Брамса
- Симфония № 2 Малера
- Симфония № 4 Малера

В 2009 записала диск песен Рихарда Штрауса Красные розы.

## Творческое содружество
Выступала и записывалась с такими дирижёрами, как Симона Янг, Антонио Паппано, Джон Элиот Гардинер, Уильям Кристи, Марк Минковски, Филипп Херревеге, Джеймс Ливайн, Чарльз Маккерас, Курт Мазур, Эса-Пекка Салонен, Пааво Ярви, Сэйдзи Одзава, Рикардо Мути, Саймон Рэттл, Семён Бычков, Валерий Гергиев, Марек Яновский, Айвор Болтон, Томас Хенгельброк, Эммануэль Аим, Дэниел Хардинг, Инго Метцмахер и др.